# Operazione Primavera di Gioventù
Il raid israeliano del 1973 in Libano (noto anche come Operazione Primavera di Gioventù in ebraico o Massacro di Verdun in arabo) ebbe luogo la notte del 9 aprile e la mattina presto del 10 aprile 1973, quando unità delle forze speciali dell'esercito israeliano attaccarono diversi obiettivi dell'Organizzazione per la Liberazione della Palestina (OLP) a Beirut e Sidone, in Libano. L'operazione è generalmente considerata parte dell'Operazione Ira di Dio, la rappresaglia di Israele per il massacro di Monaco durante le Olimpiadi estive del 1972.
Le truppe israeliane arrivarono sulle spiagge libanesi a bordo di motoscafi rilasciati al largo da imbarcazioni lanciamissili. Gli agenti del Mossad attendevano i militari sulle spiagge con auto noleggiate il giorno prima, per poi accompagnarli ai loro obiettivi e riportarli in seguito alle spiagge per l'estrazione.
Nel corso dell'operazione, tre dei massimi dirigenti dell'OLP, sorpresi in casa, furono uccisi, insieme ad altri membri dell'OLP. Rimasero uccisi anche diversi membri delle forze di sicurezza libanesi e civili, oltre a due soldati israeliani.

## Preparazione
Nell'ottobre 1972 Israele ottenne informazioni sugli indirizzi di residenza di tre alti funzionari dell'OLP a Beirut:
- Muhammad Yusuf al-Najjar (Abu Youssef) – uno dei leader delle operazioni di Settembre Nero, il gruppo responsabile del Massacro di Monaco di Baviera del 1972. Era anche un veterano dell'OLP, in precedenza a capo delle sezioni libanesi di Fatah e dell'organizzazione di intelligence interna di Fatah. I suoi ultimi incarichi furono quelli di capo del dipartimento politico dell'OLP e di vice di Yasser Arafat (terzo nella linea di successione della leadership di Fatah).
- Kamal Adwan – capo delle operazioni dell'OLP, responsabile degli attacchi armati contro obiettivi israeliani.
- Kamal Nasser – portavoce dell'OLP e membro del Comitato esecutivo dell’OLP.

Najjar, Adwan e Nasser vivevano uno vicino all'altro in due edifici di sette piani in Verdun Street, una zona alla moda della parte occidentale di Beirut. Questi edifici ospitavano alloggi residenziali sia per famiglie britanniche che italiane, ma anche per famiglie arabe. Un edificio ospitava Al-Najjar, mentre un edificio dall'altra parte della strada ospitava Adwan e Nasser. Erano state ottenute informazioni anche sull'indirizzo di Khalil al-Wazir, il secondo in comando dell'OLP, ma questi viveva più lontano dagli altri tre. Oltre alle informazioni sulle loro residenze, erano state raccolte informazioni di alto livello anche su altri obiettivi dell'OLP in Libano, come officine di fabbricazione di armi, posti di comando e uffici. Fu deciso di assassinare Najjar, Adwan e Nasser.
Successivamente, nel gennaio 1973, il Mossad inviò a Beirut un'agente donna, nome in codice Nielsen, per raccogliere ulteriori informazioni utili a pianificare un'operazione di assassinio. Arrivò in Libano con la scusa di essere lì per condurre delle ricerche per una serie televisiva sulla vita di Lady Esther Stanhope, che aveva intenzione di scrivere. Affittò un appartamento in un edificio esattamente di fronte ai due palazzi in cui vivevano Najjar, Adwan e Nasser, e fotografò clandestinamente le potenziali aree di atterraggio e gli edifici bersaglio, registrando meticolosamente anche le routine di coloro che vi abitavano.
Sebbene fossero state raccolte informazioni sufficienti per dare il via all'operazione, il Mossad si trovò ancora di fronte al dilemma di come metterla in pratica. Poiché gli edifici si trovavano in zone densamente popolate, l'uso di esplosivi fu escluso a causa dell'elevata probabilità di uccidere civili: gli omicidi avrebbero dovuto avvenire a stretto contatto. Gli agenti del Mossad già presenti in Libano erano lì per svolgere attività di sorveglianza sotto copertura e non avevano un addestramento adeguato, mentre i combattenti dell'unità kidon del Mossad in grado di compiere simili omicidi non avevano storie di copertura convincenti per infiltrarsi in Libano e rimanervi abbastanza a lungo da portare a termine la missione. Inoltre, si riteneva quasi impossibile per una squadra kidon riuscire a fuggire rapidamente dopo aver condotto un'operazione del genere. Di conseguenza, si giunse alla conclusione che il Mossad non poteva portare a termine una simile missione da solo e che questa avrebbe dovuto essere un'operazione militare, poiché solo le esercito disponeva delle forze necessarie.
La proposta iniziale dell'IDF era di inviare un centinaio di soldati negli edifici, radunare i residenti in strada e schierarli per identificare e uccidere i tre obiettivi. Tuttavia, il capo di stato maggiore delle IDF David Elazar aveva dei dubbi sul piano e chiese a Ehud Barak, comandante dell'unità delle forze speciali Sayeret Matkal, di elaborarne uno migliore. Dopo aver esaminato le informazioni, Barak concluse che la proposta dell'IDF avrebbe preso troppo tempo e avrebbe coinvolto gli incursori in scambi di fuoco: decise invece che un piccolo gruppo di incursori sarebbe dovuto entrare nella città, compiere gli omicidi nel giro di pochi minuti e fuggire prima che potesse essere organizzata una qualsiasi risposta.
Il piano finale era quello di far sbarcare soldati dalle navi della marina sulla costa libanese; si sarebbero infiltrati a Beirut travestiti da turisti, sarebbero stati quindi prelevati dagli agenti del Mossad che li avrebbero aspettati con auto a noleggio e condotti ai loro obiettivi. Alcuni dei commando dovevano essere travestiti da donne (Barak stesso era travestito da donna bruna). Tutto ciò avvenne su suggerimento di Elazar, preoccupato che un gruppo di uomini in movimento a Beirut a mezzanotte potesse destare sospetti. Oltre alla missione di assassinio, dovevano essere attaccate quattro strutture dell'OLP. Per mantenere l'elemento sorpresa, gli appartamenti dei tre obiettivi avrebbero dovuto essere violati prima che iniziassero gli altri attacchi. Prima della missione, le forze armate si erano addestrate utilizzando appartamenti simili situati nel nord di Tel Aviv. Fecero pratica anche nel travestimento andando in giro travestiti da coppie di amanti. Nel frattempo, gli agenti del Mossad a Beirut raccoglievano ulteriori informazioni per il raid. Nielsen scelse la spiaggia privata del Sands Hotel come luogo di approdo, poiché l'accesso era riservato ai soli ospiti ed era vicina al parcheggio dell'hotel, dove i commando avrebbero potuto essere prelevati dagli agenti del Mossad. Il generale di brigata Emmanuel Shaked, comandante delle forze di fanteria e paracadutisti dell'IDF, fu posto al comando generale dell'operazione.
Il 6 aprile 1973, sei agenti del Mossad arrivarono a Beirut con passaporti falsi britannici, tedeschi e belgi. Si registrarono al Sands Hotel, noleggiarono le auto e le lasciarono nel parcheggio dell'hotel.

## L'operazione

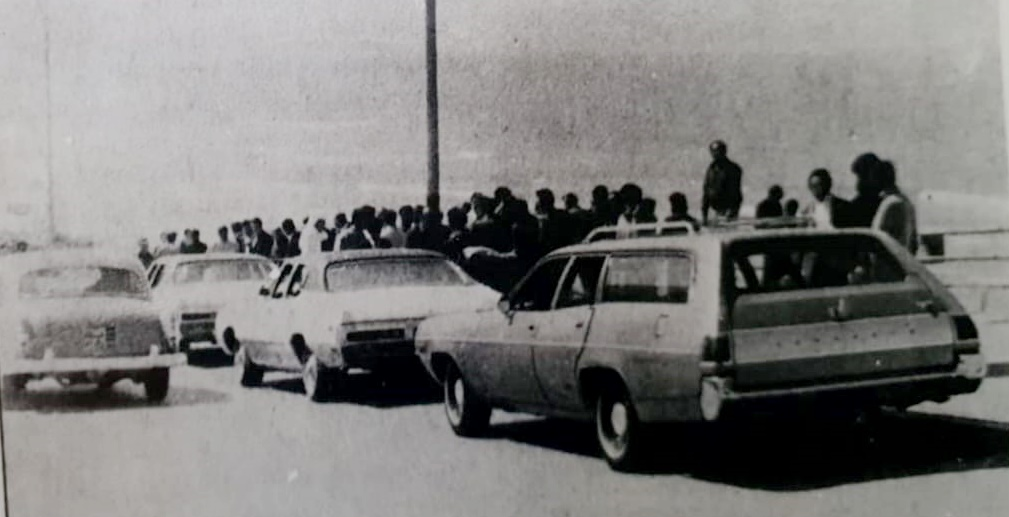
Veicoli utilizzati dalla forza d'incursione abbandonati sulla costa di Beirut dopo il raid

Il 9 aprile 1973, otto motovedette missilistiche della Marina israeliana partirono dalla base navale di Haifa con a bordo 75 soldati (21 commando della Sayeret Matkal, 34 commando dell'unità della marina Shayetet 13, 20 soldati dell'unità Sayeret Tzanhanim della Brigata paracadutisti), e 19 motoscafi Zodiac. Le unità gettarono l'ancora a dodici miglia dalla costa di Beirut. Nel frattempo, uno degli agenti del Mossad al Sands Hotel incontrò Nielsen, la quale confermò che i tre obiettivi erano a casa, e questa informazione fu trasmessa via radio alla forza attaccante, dopodiché l'operazione ebbe inizio. Anche le motovedette dello Squadrone 916 vennero tenute come riserva.
Le imbarcazioni Zodiac che trasportavano la squadra di incursori salparono verso la costa. Per non farsi sentire, spensero i motori quando furono a poche centinaia di metri dalla terraferma e continuarono a remi per il resto del tragitto. I commando Shayetet 13 trasportarono sulla terraferma gli incursori travestiti da turisti, in modo che non si bagnassero e non rovinassero i loro travestimenti, in particolare quelli vestiti da donna, poiché indossavano un trucco pesante. Incontrarono gli agenti del Mossad che aspettavano nel parcheggio con i veicoli e vennero condotti ai loro obiettivi. I soldati responsabili degli omicidi vennero lasciati a due isolati dai loro obiettivi e percorsero a piedi il resto del tragitto, fingendosi normali coppiette.
Presso i condomini, le forze si divisero: tre squadre designate entrarono negli edifici, mentre una squadra di riserva guidata da Barak rimase all'esterno di guardia per respingere i rinforzi dell'OLP o le unità della gendarmeria delle Forze di sicurezza interna libanesi (ISF). La squadra di riserva comprendeva anche un medico. I commando entrarono negli edifici senza essere fermati, dato che le guardie dell'OLP che si aspettavano di trovare negli atri dormivano nelle proprie auto. Una volta giunti agli appartamenti dei loro obiettivi, piazzarono cariche esplosive davanti alle porte e poi inviarono un segnale a Barak con tre clic sulla radio. Dopo aver ricevuto il segnale da tutte e tre le squadre, Barak rispose con cinque clic, che era l'ordine da eseguire. Fece anche segno a Shaked che gli altri attacchi pianificati potevano iniziare.

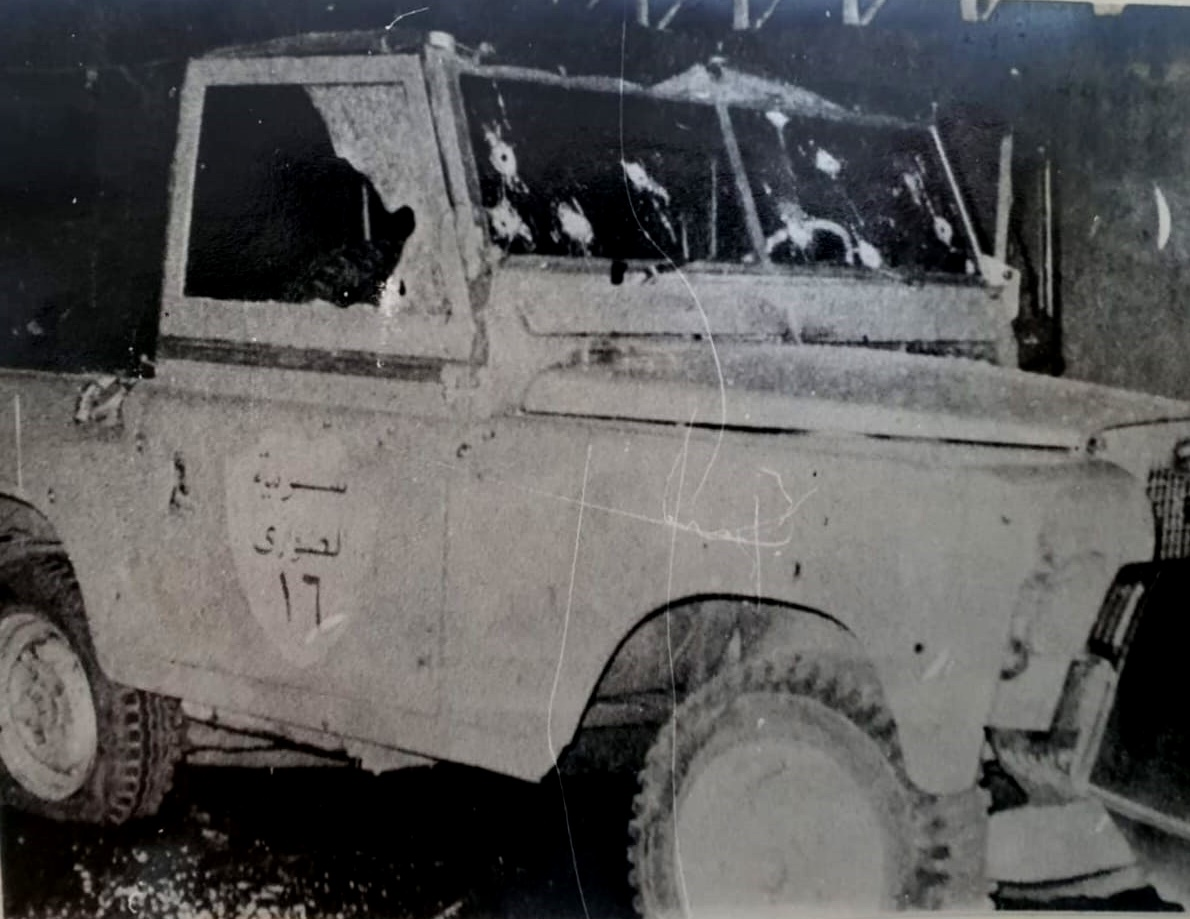
Un veicolo delle forze di sicurezza libanesi danneggiato nel raid

Le cariche esplosive fecero saltare le porte degli appartamenti, dopodiché i commando spararono ai loro bersagli. Muhammad Youssef al-Najjar uscì dalla sua camera da letto e si chiuse in un'altra stanza, insieme alla moglie. Muki Betser e un altro dei commando aprirono quindi il fuoco nella stanza attraverso la porta, uccidendo Najjar e sua moglie. Dopo aver sfondato la porta e trovato il corpo di Najjar e la moglie ferita a morte, Betser decise di non prenderne i documenti come previsto perché aveva sentito degli spari fuori e ordinò ai suoi soldati di seguirlo in strada. Kamal Nasser, che era seduto alla sua scrivania, si mise al riparo e sparò agli incursori con la sua pistola, colpendone uno alla gamba prima di essere ucciso. Secondo quanto riportato dai palestinesi, Nasser, un cristiano, fu colpito davanti alla  famiglia e le sue ferite da arma da fuoco tracciavano il segno della croce. Kamal Adwan uscì dalla porta con un AK-47 e fu ucciso. I commando presero con sé quanti più documenti possibile e fuggirono dalla scena. Durante il raid, un'anziana donna italiana richiamata alla confusione rimase uccisa.
Nello stesso momento, la squadra di riserva fu coinvolta in uno scontro a fuoco: una guardia dell'OLP che si era addormentata si svegliò e uscì dalla sua auto con la pistola in pugno. Barak e Amiram Levin gli spararono, ma uno dei loro proiettili colpì l'auto e fece suonare il clacson, svegliando gli abitanti del quartiere che chiamarono la polizia. Le forze di sicurezza di una vicina stazione di polizia intervennero rapidamente e gli israeliani si trovarono presto impegnati in uno scontro a fuoco con alcune decine di gendarmi delle Forze di Sicurezza Interne libanesi (ISF). Alla squadra di riserva si unirono le squadre impegnate nell'attacco. I commando israeliani tennero a bada le forze di sicurezza libanesi con il fuoco automatico e Betser lanciò una granata contro una jeep che trasportava rinforzi libanesi, uccidendo tre dei quattro occupanti. Gli agenti del Mossad arrivarono con le auto a noleggio, i commando vi si ammassarono e si diedero alla fuga, lasciando dei chiodi sulla strada per forare le gomme delle auto della polizia che li inseguivano. Mentre si dirigevano verso la spiaggia, incontrarono un veicolo trasporto truppe dell'esercito libanese che stava sorvegliando la costa. Non vennero affrontati e proseguirono verso la spiaggia, dove i tutti abbandonarono le auto e tornarono alle imbarcazioni a bordo degli Zodiac.

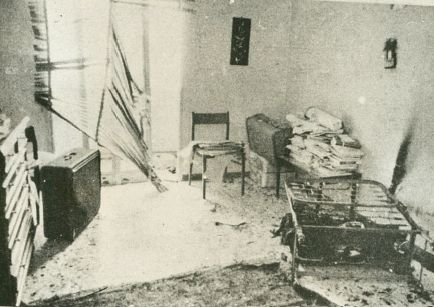
L'appartamento di Kamal Adwan dopo il raid

Nello stesso momento, una forza composta principalmente da paracadutisti di Sayeret Tzanhanim fece irruzione in un edificio a più piani che ospitava militanti del Fronte Popolare per la Liberazione della Palestina (FPLP). La squadra era travestita da civili e guidata da Amnon Lipkin-Shahak. Uccisero le guardie all'ingresso, ma vennero colpiti da un posto di guardia che non avevano individuato e scoppiò uno scontro a fuoco. Tre soldati rimasero gravemente feriti, due di loro furono evacuati e fatti salire su una delle auto in attesa. Il terzo stava venendo trasportato alle auto da un commando di Shayetet 13 quando un combattente del FPLP, apparentemente convinto che l'uomo ferito fosse un palestinese, cercò di salvarlo scontrandosi con i commando della marina prima di fuggire. Il ferito venne poi caricato su un'altra macchina. Nonostante la presenza di un medico, l'agente del Mossad al volante dell'auto su cui viaggiavano due dei feriti fu preso dal panico a causa degli spari e si diresse verso la spiaggia. Nonostante fossero stati scoperti e fossero impegnati in uno scontro a fuoco, Shahak ordinò che la missione proseguisse. I soldati riuscirono ad applicare con successo gli esplosivi all'edificio e si ritirarono. Giunti alle auto, ne trovarono solo due, mentre quella che trasportava due dei feriti era scomparsa. Dopo che le ricerche non riuscirono a localizzare il veicolo, Shahak, pur non volendo ritirarsi senza tenere conto dei due feriti, ordinò di evacuare con le due auto rimaste. Mentre si ritiravano, le cariche esplosive esplosero e l'edificio crollò. Sulla spiaggia trovarono l'auto scomparsa e uno degli uomini feriti, morto per dissanguamento. Ritornarono alle imbarcazioni, dove un altro ferito morì durante l'operazione.
Due forze secondarie attaccarono il quartier generale di Fatah per le operazioni a Gaza e un'officina di Fatah nel sud di Beirut. Una terza forza di commando Shayetet 13 sbarcò a nord di Beirut e distrusse una piccola fabbrica di esplosivi di Fatah, mentre un'altra unità di paracadutisti distrusse il garage principale dell'OLP, situato appena a sud di Sidone.

## Conseguenze
L'operazione israeliana polarizzò fortemente l'opinione pubblica libanese. Il primo ministro musulmano Sa'eb Salam presentò le dimissioni del governo. 250.000 persone, pari al 10 per cento della popolazione libanese, presenziarono ai funerali a Beirut dei leader dell'OLP assassinati e altre decine di migliaia presero parte alle manifestazioni in altre parti del Paese. Gli oppositori alla presenza armata palestinese, principalmente il comando dell'esercito e il presidente Sulayman Farangiyye, tentarono, senza riuscirci, di sfruttare l'opportunità per limitare la libertà di movimento dei palestinesi. Due settimane di combattimenti tra l'esercito e i gruppi palestinesi si conclusero con una situazione di stallo. Alla fine, Farangiyye dovette ammettere che l'esercito libanese non era in grado di difendere i campi profughi palestinesi e quindi permise con riluttanza all'OLP di dotarsi di armi più pesanti e costruire fortificazioni.
I documenti sequestrati nell'appartamento di Kamal Adwan fornirono una grande quantità di informazioni sulle operazioni dell'OLP nei territori occupati e permisero alle autorità israeliane di effettuare una serie di arresti che danneggiarono gravemente la rete di Fatah là presente.

## Cultura popolare
- L'operazione Primavera di Giovinezza è stata rappresentata nel film Munich di Steven Spielberg del 2005.
- Il libro per bambini israeliano The Time Tunnel – Operation Spring of Youth (2005) di Galila Ron-Feder Amit, numero 32 della serie Time Tunnel, è basato su questa operazione.